# Xanthia rhodataenia
Xanthia rhodataenia là một loài bướm đêm trong họ Noctuidae.